# Alexandre o Grande na lenda

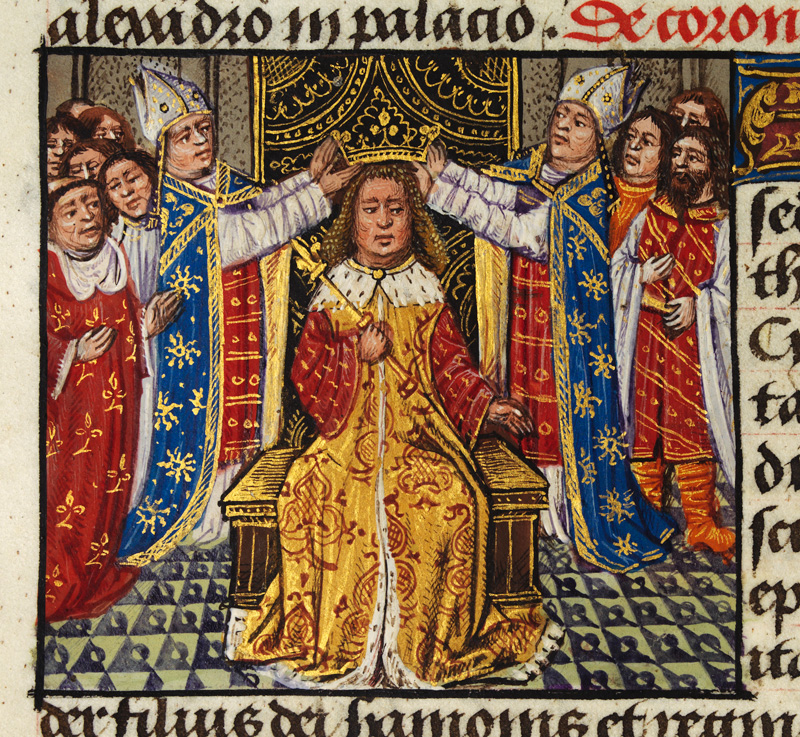
A coroação de Alexandre retratada no estilo medieval europeu no romance do século XV A História das Batalhas de Alexandre

As vastas conquistas do rei macedônio Alexandre, o Grande, rapidamente inspiraram a formação e difusão de material lendário sobre sua divindade, jornadas e contos. Elas surgiram logo após sua morte, e algumas podem ter começado a se formar durante sua vida. Temas e símbolos comuns entre as lendas sobre Alexandre incluem os Portões de Alexandre, os Chifres de Alexandre e o Nó Górdio.
No século III d.C., um autor anônimo escrevendo em nome do historiador da corte de Alexandre, Calístenes (comumente chamado de Pseudo-Calístenes) escreveu o Romance Grego de Alexandre. Este texto daria origem a um gênero de literatura sobre as lendas e façanhas de Alexandre ao longo dos séculos, passando por mais de cem versões em tempos pré-modernos e aparecendo em quase todas as línguas, tanto no mundo europeu quanto no islâmico.

## Tradição grega

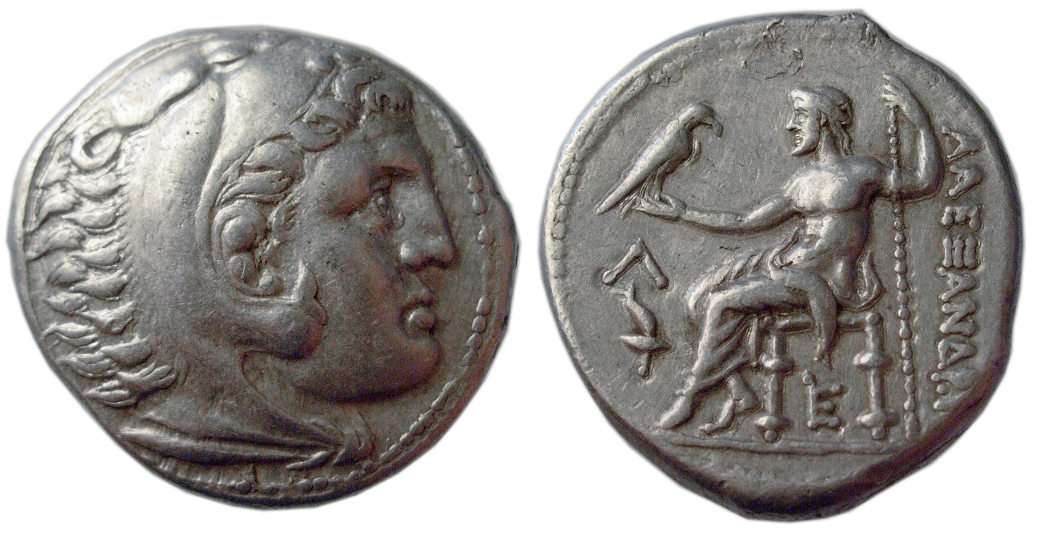
Tetradracma de prata de Alexandre III emitido postumamente com a inscrição ΑΛΕΞΑΝΔΡΟΥ 'de Alexandre'; Museu Arqueológico de Anfípolis

### Conquistador profetizado
O rei Filipe teve um sonho no qual pegou um selo de cera e selou o ventre de sua esposa. O selo trazia a imagem de um leão. O vidente Aristander interpretou isso como se Olímpia estivesse grávida, já que os homens não selam o que é vazio, e que ela daria à luz um filho que seria ousado e semelhante a um leão.
Depois que Filipe tomou Potideia em 356 a.C., ele recebeu a notícia de que seu cavalo havia acabado de vencer os Jogos Olímpicos e que Parmênion havia derrotado os ilírios. Então ele recebeu a notícia do nascimento de Alexandre. Os videntes disseram-lhe que um filho cujo nascimento coincidisse com três vitórias seria sempre vitorioso. Quando o jovem Alexandre domesticou o corcel Bucéfalo, seu pai notou que a Macedônia não seria grande o suficiente para ele.

### Deificação
Quando Alexandre foi para o Egito, ele recebeu o título de Faraó e o epíteto "Filho de Rá " (a divindade egípcia do sol). Em 331 a.C., no Egito, ele visitou o oráculo do Oásis de Siwa (também conhecido como Oásis de Amon-Rá). Foi nesse momento, diz a lenda, que Alexandre começou a se referir a Zeus Ammon como seu verdadeiro pai. Ao retornar a Mênfis após a visita ao oráculo, ele foi informado de que a profetisa do oráculo apolíneo, a Sibila Eritreia, também havia confirmado sua paternidade divina como filho de Zeus.

### Cartas apócrifas
- Leão de Pela escreveu a obra Sobre os Deuses no Egito com base em uma carta apócrifa enviada por Alexandre à sua mãe Olímpia .
- A Epistola Alexandri ad Aristotelem, descrita como uma carta enviada por Alexandre ao seu mentor Aristóteles, sobre suas aventuras na Índia.

### Plutarco
Muitas lendas sobre Alexandre são encontradas nos escritos do historiador grego Plutarco, como a de que Alexandre nasceu no mesmo dia em que o Templo de Ártemis em Éfeso foi incendiado, durante o qual a deusa Ártemis estava muito preocupada com seu nascimento para prestar a devida atenção necessária para salvar seu templo em chamas. Mais tarde, quando Alexandre se ofereceu para pagar pela reconstrução dos templos, ele foi informado de que não era apropriado que os deuses dedicassem oferendas a outros deuses. Em outra anedota, foi dito que a sacerdotisa do Templo de Apolo em Delfos exclamou para ele: "Você é invencível, ó jovem!"

### Cláudio Eliano
Cláudio Eliano, em Características dos Animais, escreveu que os citas dizem que havia burros com chifres, e seus chifres continham água do rio Estige. Acrescentando que Sópater trouxe um desses chifres para Alexandre, então Alexandre colocou o chifre como uma oferenda votiva em Delfos, com uma inscrição abaixo dele.

## Tradição judaica

### Josefo
Flávio Josefo, um historiador do primeiro século, descreve as Portas de Alexandre (e é o primeiro a mencioná-las depois de Plínio, o Velho). Josefo descreve esses portões no contexto de um grupo bárbaro chamado citas, para quem a fronteira impede sua incursão. Em outro lugar, Josefo também esclarece que os citas eram conhecidos entre os judeus como magogitas, descendentes de Magogue descrito na Bíblia hebraica. Essas referências ocorrem em duas obras diferentes. A Guerra Judaica afirma que os portões de ferro erguidos por Alexandre eram controlados pelo rei da Hircânia (na extremidade sul do Mar Cáspio), e permitir a passagem dos portões aos alanos (que Josefo considerava uma tribo cita) resultou no saque da Média. As Antiguidades dos Judeus de Josefo contêm duas passagens relevantes, uma que dá a ancestralidade dos citas como descendentes de Magogue, filho de Jafé, e outra que se refere às Portas do Cáspio sendo violadas pelos citas aliados a Tibério durante a Guerra Armênia.

### Talmude
O Talmude também tem muitas lendas relacionadas a Alexandre. Por exemplo, ele menciona que os samaritanos conspiraram para a destruição do templo, mas Alexandre prostrou-se aos pés do sumo sacerdote Simão, o Justo. Ele também menciona muitas outras lendas sobre Alexandre, como: As Dez Perguntas de Alexandre aos Sábios do Sul, sua Viagem às Regiões das Trevas, as Amazonas, o Pão de Ouro, Alexandre no Portão do Paraíso, sua ascensão ao ar e a Descida ao Mar. 
O Talmude também registra uma história que descreve Alexandre buscando a Fonte da Vida, que também tem versões que aparecem no Romance de Alexandre e no Canto Siríaco de Alexandre. Na versão que aparece no Talmude, Alexandre lava um peixe em uma fonte, que imediatamente ganha vida ao ser lavado. Percebendo que descobriu a Fonte, ele lava seu próprio rosto nela, embora o significado disso não seja explicado na história. A versão talmúdica difere das outras versões, na medida em que somente no Talmude Alexandre consegue acessar a Fonte, e nesta história, Alexandre é quem a descobre, e não um de seus servos.

## Tradição europeia

### Alexandre vê o mundo

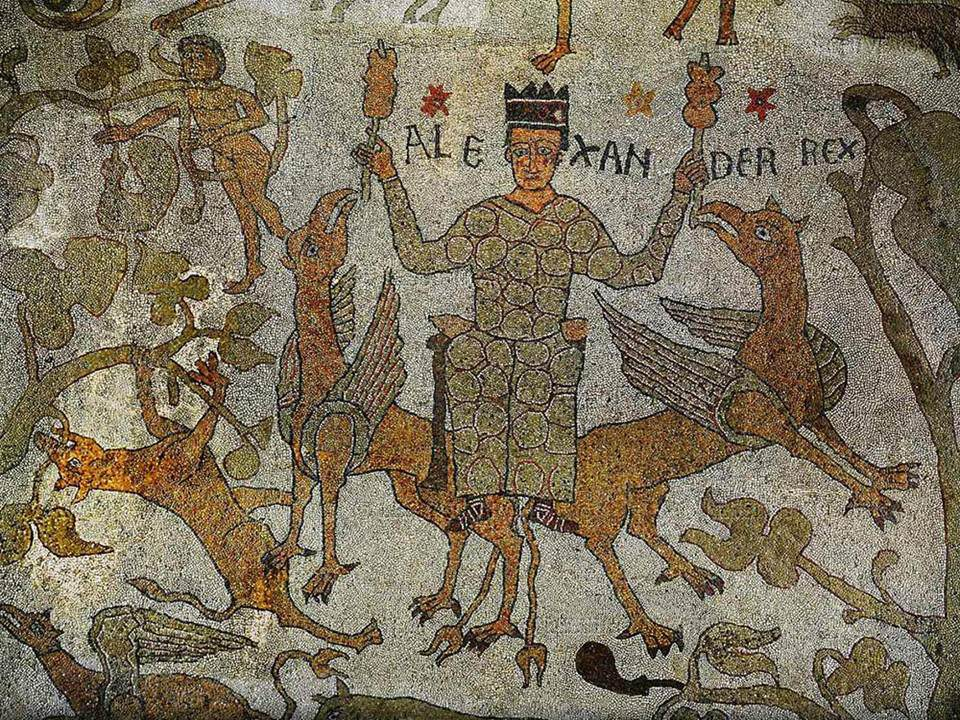
Alexandre, o Grande, carregado por grifos, mosaico do piso da Catedral de Otranto

Desejando ver o mundo, acredita-se que Alexandre desceu às profundezas do oceano em uma espécie de sino de mergulho, o que lhe permitiria ver o mundo de cima. Para fazer isso, ele atrelou dois grandes grifos, entre os quais estava sentado. Ele segurava espetos de carne acima de suas cabeças para incentivá-los a continuar voando mais alto.
Por volta de 1260, Bertold von Regensburg pregou que, assim como Alexandre acreditava que "poderia derrubar as estrelas mais altas do céu com as mãos, você também gostaria de subir no ar, se pudesse". Mas a história mostrou onde tal escalada levaria e provou que o grande Alexandre "foi um dos maiores tolos que o mundo já viu". 
Rice e Boardman argumentaram que a figura na joia anglo-saxônica Alfred Jewel pretendia representar essa cena para representar a noção de alguém que chega ao conhecimento por meio da visão. Boardman também argumentou que o broche Fuller anglo-saxão carrega um tema semelhante.

### Em Tessalônica
Na Tessalônica medieval, a maior cidade da região da Macedônia, uma lenda popular surgiu entre os habitantes da cidade conectando Alexandre com as esculturas de um pórtico da era romana da cidade conhecido como Las Incantadas ("as encantadas"), que havia sido erguido muito depois de sua morte. Segundo a lenda, um rei trácio visitou Alexandre e sua rainha se apaixonou por ele. Eles combinaram de se encontrar à noite perto do pórtico, mas o rei soube disso e mandou seu mágico enfeitiçar o pórtico para que todos que passassem por perto ficassem petrificados. Alexandre foi avisado por seu tutor Aristóteles para não ir, mas a rainha e seus assistentes não tiveram a mesma sorte e transformaram tudo em esculturas. O rei e seu mágico chegaram mais tarde para ver seu trabalho e também ficaram petrificados. 

### Contos populares eslavos
Na coleção de canções folclóricas búlgaras publicada por Dimitar e Konstantin Miladinov em 1861, no capítulo Lendas, a primeira lenda é sobre o Czar Aleksandar em busca da Água Imortal. O conto foi registrado no que parece ser um dialeto Ohrid-Struga. Na lenda, Alexandre encontra a água imortal atrás de duas montanhas que se abrem e fecham, depois de caminhar três dias na escuridão. Ele deixa a garrafa com água imortal para sua irmã, que a quebra acidentalmente. Alexandre persegue sua irmã até o mar, onde ela escapa e se transforma em um golfinho.

## Tradição árabe
Com o Romance Grego de Alexandre e sua tradução para vários idiomas, incluindo armênio, siríaco, árabe, persa, etíope e mais, um gênero inteiro de literatura foi dedicado às façanhas de Alexandre tanto no reino cristão quanto no muçulmano. Alexandre também foi o mais frequentemente identificado com Dhu al-Qarnayn (em árabe: ذو القرنين; lit. "O de Dois Chifres"),    uma figura que aparece na Surata Al-Kahf no Alcorão, o texto sagrado do Islã, que expandiu muito a atenção dada a ele nas tradições do mundo muçulmano.
O árabe foi introduzido como língua da corte do califado durante o Califado Omíada, por volta do ano 700. Um dos primeiros textos traduzidos para o árabe foi o Rasāʾil Arisṭāṭālīsa ilāʾl-Iskandar (As Cartas de Aristóteles a Alexandre ou o Romance Epistolar), que consiste em uma série de cartas apócrifas destinadas a confirmar a reputação de Alexandre como um governante sábio. Foi composto durante o reinado de Hisham ibn Abd al-Malik (r. 724–743) a partir de fontes gregas como a Epistola Alexandri ad Aristotelem. Parte deste texto tornou-se parte do Kitāb Sirr al-Asrār (Livro do Segredo dos Segredos) de Yahya ibn al-Batriq (falecido em 815), um tratado pseudo-aristotélico que se tornou imensamente popular e foi traduzido diretamente do árabe para muitas outras línguas (incluindo europeias). Tanto Alexandre quanto Aristóteles se tornaram figuras importantes na literatura de sabedoria islâmica, como no capítulo dedicado a Alexandre no século IX, Ādāb al-Falāsifa (Ditos dos Filósofos), escrito em nome do famoso tradutor e médico cristão Hunayn ibn Ishaq. Outros textos desta tradição do século X em diante incluem Ṣiwān al-Ḥikma (Baú da Sabedoria) de Abu Sulayman Sijistani, o Al-Ḥikma al-Khālida (Sabedoria Eterna) de Miskawayh e o Al-Kalim al-Rūḥānīya fīʾl-Ḥikam al-Yūnānīya (Provérbios Espirituais sobre Máximas Gregas) de Ibn Hindu.
A literatura do romance de Alexandre entraria no mundo árabe por meio de sua recensão (versão) em língua siríaca, conhecida como Lenda Siríaca de Alexandre. Ela se tornaria a principal fonte para historiadores de língua árabe que queriam discutir o papel de Alexandre na história pré-islâmica. Por exemplo, o Kitāb al-Akhbār al-Ṭiwal (Livro de História Abrangente) de Abu Hanifa Dinawari (m. 896), baseado em uma versão mais antiga do Nihāyat al-Arab (Objetivo Último) de Pseudo-Aṣma‛ī, inclui uma breve história do reino de Alexandre nesta tradição. Outros exemplos incluem o Tārīkh (Historiae) de al-Yaʿqūbī (falecido em 897), o al-Rusul waʾl-Mulūk (História dos Profetas e Reis, ou simplesmente Annales) de al-Tabbari (falecido em 923), o Murūj al-Dhahab (Prados de Ouro) de al-Masudi (falecido em 956), e o Naẓm al-Jawhar (Colar de Pérolas) de Eutíquio de Alexandria.
O mais antigo romance árabe completo de Alexandre foi o Qissat al-Iskandar de ʿUmara ibn Zayd, composto no final do século VIII ou início do século IX. As outras versões árabes proeminentes seriam o Qissat Dhulqarnayn (século IX), um segundo Qissat Dhulqarnayn no Ara'is al-majalis fi Qisas al-anbiya' (Livro dos Profetas) de al-Tha'labi (século XI), o Hadith Dhulqarnayn (século XV), o Sīrat al-Iskandar (século XV), o Sirat al-malek Eskandar Dhu' l-Qarneyn , e o Tārīkh al-Iskandar al-Makdūni (História de Alexandre da Macedônia ) (século XVII).

## Tradição persa

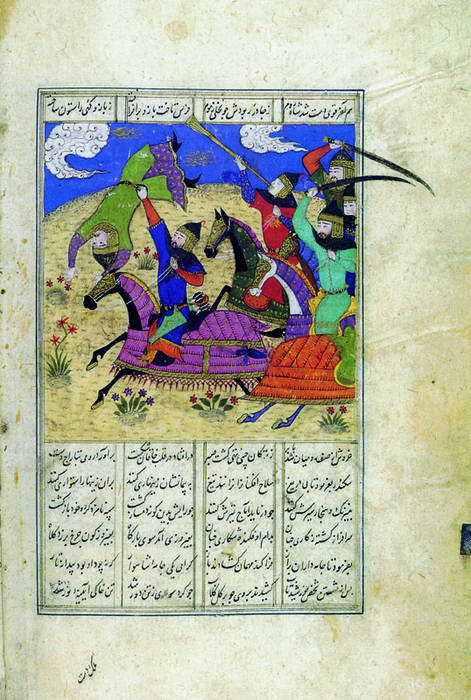
Eskandar lutando contra o inimigo, miniatura persa do século XV, Museu Czartoryski

A tradição persa pré-islâmica de Alexandre é esmagadoramente negativa, como no Livro de Arda Viraf e no Bundahishn. Nestes textos, Alexandre é o inimigo do Irã e da religião verdadeira. Por exemplo, o texto anterior diz em um ponto: "Então o maldito e perverso Espírito Maligno enganou o maldito (gisistag) Alexandre, o Romano, que vivia no Egito, a fim de fazer com que o povo tivesse dúvidas sobre esta religião". As primeiras representações islâmicas de Alexandre conservam alguns vestígios dessas visões, já que Alexandre é ocasionalmente chamado de gizistag (o maldito, o amaldiçoado) no Shahnameh. Theodor Nöldeke também inferiu a existência de uma recensão do persa médio, agora perdida, do Romance de Alexandre, que ele acreditava ter sido traduzida para o siríaco como o Romance de Alexandre siríaco, mas estudos mais recentes lançaram dúvidas sobre a existência de tal intermediário.
Os relatos persas da era islâmica sobre a lenda de Alexandre, conhecidos como Iskandarnameh, combinavam o material pseudo-Calístenes e siríaco sobre Alexandre, alguns dos quais são encontrados no Alcorão, com as ideias persas sassânidas sobre Alexandre, o Grande. Este é um resultado irónico, considerando a hostilidade da Pérsia Zoroastriana ao inimigo nacional que acabou com o Império Aqueménida, mas que também foi diretamente responsável por séculos de dominação persa por "governantes estrangeiros" helenísticos. No entanto, às vezes ele não é retratado como um guerreiro e conquistador, mas como um buscador da verdade que eventualmente encontra a Ab-i Hayat (Água da Vida). Fontes persas sobre a lenda de Alexandre elaboraram uma genealogia mítica para ele, segundo a qual sua mãe era uma concubina de Dario II, tornando-o meio-irmão do último rei Aquemênida, Dario III. No século XII, escritores importantes como Nezami Ganjavi fizeram dele o tema de seus poemas épicos. O romance e a lenda siríaca também são fontes de incidentes no Shahnameh de Ferdowsi. No Shahnameh, o épico persa, o filho mais velho de Kai Bahman, Dara(b), é morto em batalha com Alexandre, o Grande, ou seja, Dara/Darab é identificado como Dario III, o que torna Bahman uma figura do século IV a.C. Em outra tradição, Alexandre é filho de Dara/Darab e sua esposa Nahid, que é descrita como filha de "Filfus de Rûm ", ou seja, "Filipe, o Grego" (cf. Filipe II da Macedônia). 

## Tradição indiana
Alexandre, o Grande, foi reivindicado como o ancestral dos governantes Hunza.

## Romance de Alexandre

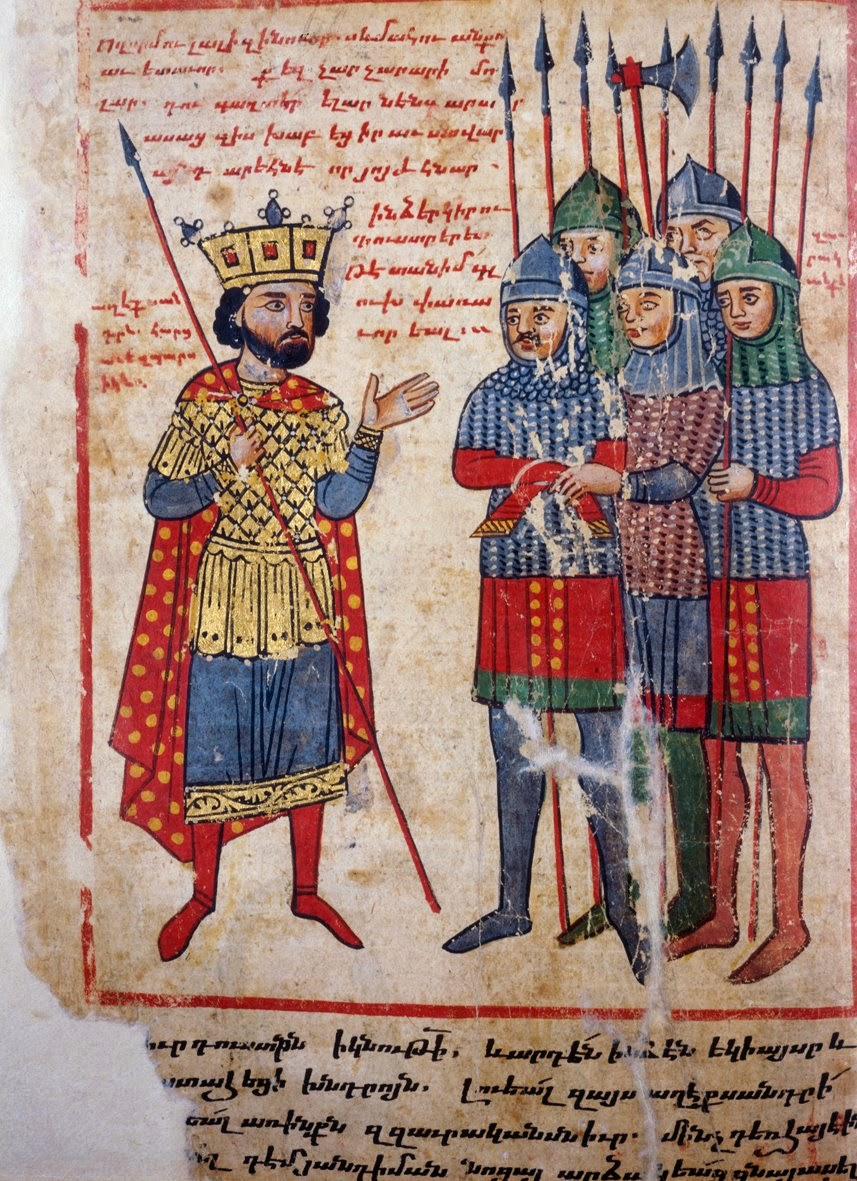
Romance de Alexandre, manuscrito iluminado armênio do século XIV.

No século III d.C., uma quantidade de material lendário e histórico sobre Alexandre, o Grande, se uniu na produção de um texto conhecido como Romance de Alexandre. O texto é atribuído pseudônimo a Calístenes, um historiador da corte de Alexandre, o Grande. Por esta razão, seu autor é geralmente chamado de Pseudo-Calístenes.
Nos tempos pré-modernos, o Romance de Alexandre passou por mais de 100 traduções, elaborações e derivações em 25 línguas, incluindo quase todas as línguas vernáculas europeias, bem como em todas as línguas das regiões islamizadas da Ásia e da África, do Mali à Malásia.
Na Europa, o Romance de Alexandre foi esquecido até que Leão, o Arcipreste, descobriu uma cópia grega em Constantinopla enquanto estava em uma missão diplomática. Ele produziu uma tradução para o latim intitulada Nativitas et victoria Alexandri Magni regis, que se tornou a base da versão muito mais bem-sucedida e expandida conhecida como Historia de Proeliis, que passou por três recensões entre os séculos XII e XV e fez de Alexandre um nome conhecido durante a Idade Média. Outra versão latina muito popular foi o Alexandreis de Walter de Châtillon.
Traduções seriam posteriormente feitas para todas as principais línguas da Europa, à medida que as versões do romance de Alexandre se tornaram a forma mais popular da literatura medieval europeia depois da Bíblia, como o francês antigo (século XII), escocês médio (O Buik de Alexandre, século XIII), o italiano, o espanhol (o Libro de Alexandre ), o alemão central (Alexanderlied de Lamprecht e uma versão do século XV de Johannes Hartlieb), o eslavo,  o húngaro, o romeno, o irlandês e muito mais. 
A Lenda Siríaca de Alexandre, composta em ~630, logo após Heráclio derrotar os persas  ou em meados do século VI, durante o reinado de Justiniano I, contém motivos adicionais não encontrados na versão grega mais antiga do Romance, incluindo a apocalipticização do muro construído contra Gog e Magog. As recensões subsequentes do Oriente Médio da lenda de Alexandre foram geradas na tradição da recensão siríaca, incluindo versões em árabe, persa (Iskandarnameh), etíope, hebraico (na primeira parte do Sefer HaAggadah), turco otomano (século XIV) e mongol médio (séculos XIII-XIV).

### Recepção oriental

#### Alcorão

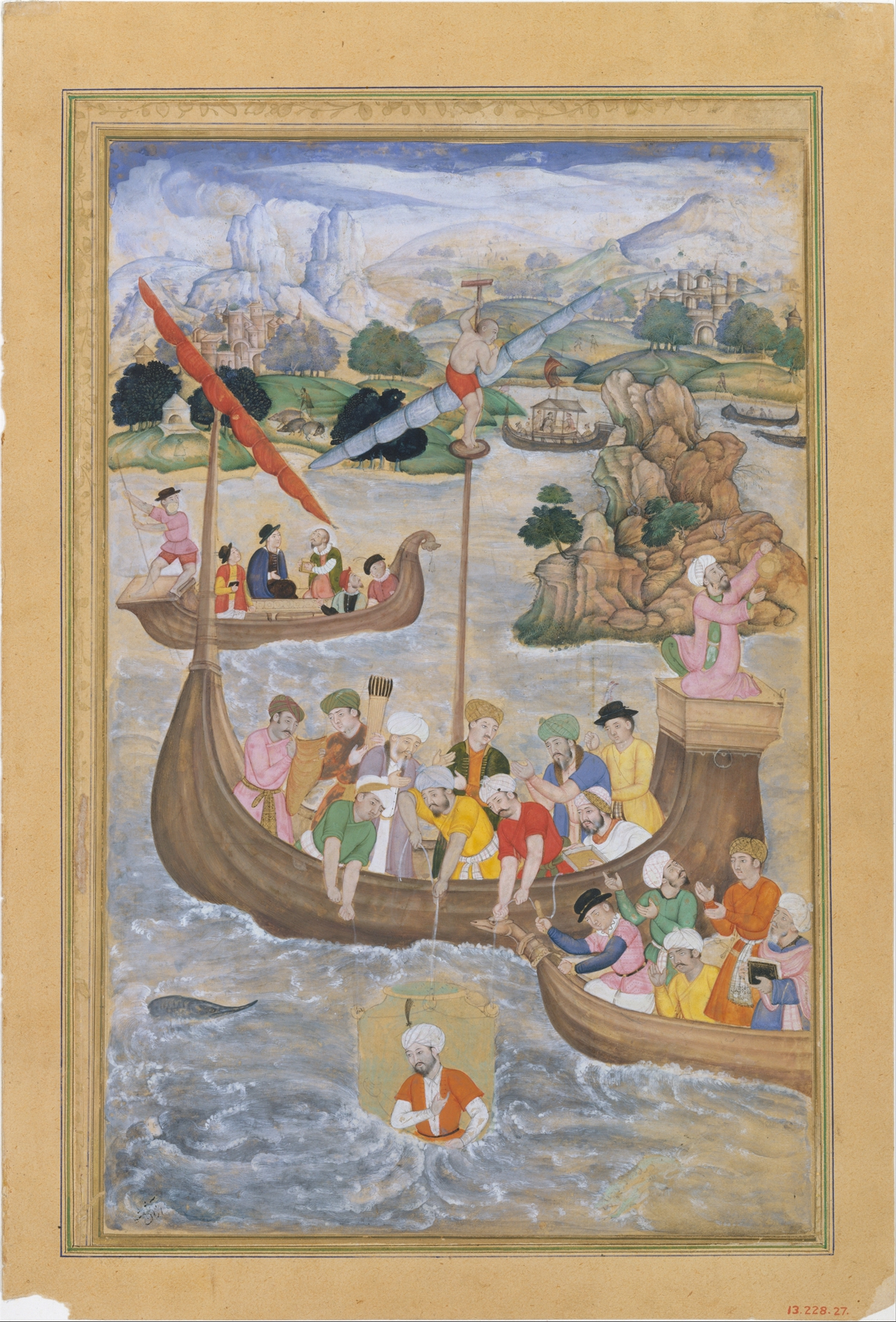
Alexandre é baixado ao mar, de um Khamsa de Amir Khusrau Dihlavi, um manuscrito ilustrado do Império Mughal, atribuído a Mukanda c. 1597-98, Metropolitan Museum of Art

Alexandre é frequentemente identificado com Dhu al-Qarnayn, literalmente "O de Dois Chifres", mencionado no Alcorão, Al-Kahf 18:83–94. Semelhanças entre o relato corânico e a lenda siríaca de Alexandre também foram encontradas em pesquisas recentes  (ver Alexandre no Alcorão ). A tradição árabe também elaborou a lenda de que Alexandre, o Grande, teria sido companheiro de Aristóteles e Platão.
O título Dhul-Qarnayn ("O de Dois Chifres") no Alcorão não significa que ele seja uma figura maligna. Pelo contrário, ele é retratado como um rei justo e protegido por Deus. O nome provavelmente tem origem na iconografia de Alexandre ou no simbolismo de poder e domínio sobre grandes territórios. No contexto islâmico, diferente do cristianismo ocidental, onde chifres muitas vezes são associados ao diabo, no Islã esse simbolismo não tem essa carga negativa. 
Diferente do cristianismo ocidental medieval, chifres aparecem como símbolo de poder no Islã e no Judaísmo, e não como algo demoníaco.  
O Profeta Muhammad menciona o dajjal (falso messias/anticristo) como "cego de um olho", mas nunca com chifres, ao contrário da iconografia cristã rios do Alcorão, descreve Dhul-Qarnayn como um rei justo e não como uma figura demoníaca, mostrando que os "dois chifres" eram um símbolo de poder, não de maldade.  
Além de Al-Tabari, outros tafsirs clássicos reafirmam que Dhul-Qarnayn era um governante justo e que os "dois chifres" não tinham conotação demoníaca. Tafsir de Ibn Kathir (1301-1373 d.C.) – Em seu comentário sobre Surata 18:83-98, Ibn Kathir explica que os chifres representam força e domínio sobre o mundo, não algo maligno. Tafsir Al-Qurtubi (1214-1273 d.C.) – Confirma que o título "Dhul-Qarnayn" é uma metáfora para poder e autoridade. 
Em moedas e estátuas antigas, Alexandre era retratado com chifres de carneiro como símbolo de sua suposta filiação ao deus egípcio Ámon. Isso pode ter influenciado a forma como ele foi lembrado nas tradições islâmicas.

#### Tradição persa
As versões persas do Romance de Alexandre começaram com representações cobrindo três seções do Shahnameh (Livro dos Reis) de Ferdowsi. A primeira recensão persa completa do Romance apareceu em uma obra anônima intitulada Iskandarnameh, provavelmente datada do século XI. Nizami Ganjavi então comporia seu próprio Iskandarnameh sob influência significativa das representações da crônica de Ferdowsi. A próxima grande versão persa foi o Ayina-i Iskandari (Espelho Alexandrino) do poeta Amir Khusrau, que começou examinando as obras anteriores de Ferdowsi e Nizami antes de prosseguir com seu próprio retrato. A última grande versão persa foi o Kherad-nâme (Livro da Inteligência Alexandrina) de Jâmi, composto no século XV, embora inúmeras outras versões também continuassem a ser escritas.

#### Tradição malaia
O malaio Hikayat Iskandar Zulkarnain foi escrito sobre Alexandre, o Grande como Dhul-Qarnayn e a ancestralidade de várias famílias reais do sudeste asiático é traçada desde Iskandar Zulkarnain, até Raja Rajendra Chola (Raja Suran, Raja Chola) nos Anais Malaios, como a realeza de Sumatra Minangkabau. 

### Recepção ocidental
Os épicos ocidentais baseados no Romance de Alexandre incluem:
- Alexandreis (Latim)
- Alexanderlied (alemão)
- <i id="mwAkQ">Buik de Alexandre</i> (escocês médio)
- Li romans d'Alixandre (francês)
- Livro de Alexandre (Espanhol)
- Saga de Alexandre (nórdico antigo-islandês)